# Dorothy Adams
Dorothy Adams (* 8. Januar 1900 in Hannah, North Dakota; † 16. März 1988 in Woodland Hills, Kalifornien) war eine US-amerikanische Schauspielerin.

## Leben und Karriere
Von 1926 bis zu dessen Tod 1970 war Dorothy Adams mit dem Schauspielkollegen Byron Foulger (1899–1970) verheiratet, ihre gemeinsame Tochter Rachel Ames wurde später ebenfalls Schauspielerin. Gemeinsam mit ihrem Ehemann zählte sie zu den wichtigen Kräften am Pasadena Playhouse in Pasadena, wo sie als Schauspielerin und Regisseurin arbeitete. In jungen Jahren war sie Mitglied in der Theatergruppe von Moroni Olsen gewesen.
Im Jahre 1931 machte sie ihr Filmdebüt in dem Kurzfilm Pulling a Bone, ab Ende der 1930er-Jahre stand Adams regelmäßig vor der Kamera. Zwar waren die meisten ihrer Rollen eher kleiner Natur, doch machte sie sich einen Namen mit der Darstellung zumeist etwas neurotisch wirkender Frauenfiguren. Prädestiniert war sie für solche Rollen durch ihre eher zierliche Gestalt sowie ihre großen, markanten Augen. Oft spielte sie alte Jungfern oder Haushälterinnen, die wahlweise ängstlich, mitleiderregend, geheimnisvoll oder feindselig wirkten. Die vielleicht nennenswerteste Rolle ihrer Leinwandkarriere war das etwas hysterische Dienstmädchen von Gene Tierneys Titelfigur im Film-noir-Klassiker Laura (1944). Zu ihren bekannteren Filmen zählen William Wylers Kriegsheimkehrer-Drama Die besten Jahre unseres Lebens (1946) und Stanley Kubricks Frühwerk, der Kriminalfilm Die Rechnung ging nicht auf (1956).
Ab den 1950er-Jahren spielte Adams als Fernsehschauspielerin in Serien wie Rauchende Colts, Bonanza, FBI, Perry Mason und Der Chef. In späteren Jahren arbeitete sie auch als Dozentin für Schauspielkunst an der University of California in Los Angeles. Ihre letzte Rolle übernahm Dorothy Adams 1975 in der Komödie Die falsche Schwester neben Michael Caine und Natalie Wood, zu diesem Zeitpunkt wies sie über 160 Film- und Fernsehauftritte auf.

## Filmografie (Auswahl)
- 1931: Pulling a Bone (Kurzfilm)
- 1938: Condemned Women
- 1939: Dr. Kildare: Unter Verdacht (Calling Dr. Kildare)
- 1939: Die Findelmutter (Bachelor Mother)
- 1939: On Borrowed Time
- 1939: Die Frauen (The Women)
- 1939: Ninotschka (Ninotchka)
- 1940: The Fight for Life
- 1940: Glückspilze (Lucky Partners)
- 1941: The Devil Commands
- 1941: Seitenstraße (Back Street)
- 1941: Tabakstraße (Tobacco Road)
- 1941: Die Abenteurerin (The Flame of New Orleans)
- 1941: Akkorde der Liebe (Penny Serenade)
- 1941: Der Herzensbrecher (Affectionately Yours)
- 1941: Verfluchtes Land (The Shepherd of the Hills)
- 1941: Mit einem Fuß im Himmel (One Foot in Heaven)
- 1942: Die Gaylords (The Gay Sisters)
- 1942: Dr. Gillespie’s New Assistant
- 1943: Mutige Frauen (So Proudly We Hail!)
- 1944: Badende Venus (Bathing Beauty)
- 1944: Als du Abschied nahmst (Since You Went Away)
- 1944: Laura
- 1945: Die tollkühnen Abenteuer des Captain Eddie (Captain Eddie)
- 1945: Mord in der Hochzeitsnacht (Fallen Angel)
- 1946: Nocturne
- 1946: Die besten Jahre unseres Lebens (The Best Years of Our Lives)
- 1946: A Boy and His Dog (Kurzfilm)
- 1947: Eine Welt zu Füßen (The Foxes of Harrow)
- 1947: Die Unbesiegten (Unconquered)
- 1948: Belvedere, das verkannte Genie (Sitting Pretty)
- 1948: Schritte in der Nacht (He Walked by Night)
- 1949: Seemannslos (Down to the Sea in Ships)
- 1949: Verführt (Not Wanted)
- 1949: Samson und Delilah (Samson and Delilah)
- 1950: Montana
- 1950: Blutiger Staub (The Outriders)
- 1950: Die Todesschlucht von Arizona (The Cariboo Trail)
- 1950: Der geheimnisvolle Ehemann (The Jackpot)
- 1951: Beichte eines Arztes – Die erste Legion (The First Legion)
- 1951: Home Town Story
- 1952: Die größte Schau der Welt (The Greatest Show on Earth)
- 1952: The Winning Team
- 1952: Carrie
- 1953–1955: Polizeibericht (Dragnet; Fernsehserie, 4 Folgen)
- 1954: Rhythmus im Blut (There’s No Business Like Show Business)
- 1955: Ein Mann liebt gefährlich (Many Rivers to Cross)
- 1955: Tempel der Versuchung (The Prodigal)
- 1956: Der Mann im grauen Flanell (The Man in the Gray Flannel Suit)
- 1956: Gegen das Gesetz (The Broken Star)
- 1956: Die Rechnung ging nicht auf (The Killing)
- 1956: Das Herz eines Millionärs (These Wilder Years)
- 1956: Die zehn Gebote (The Ten Commandments)
- 1956/1957: Rauchende Colts (Gunsmoke, Fernsehserie, 2 Folgen)
- 1957: Die große Liebe meines Lebens (An Affair to Remember)
- 1957: Zähl bis drei und bete (3:10 to Yuma)
- 1957/1960: Perry Mason (Fernsehserie, 2 Folgen)
- 1958: Duell im Morgengrauen (Gunman’s Walk)
- 1958: Weites Land (The Big Country)
- 1958: Erwachsen müßte man sein (Leave It to Beaver, Fernsehserie, Folge 2x11)
- 1960: The Rebel (Fernsehserie, Folge 2x08)
- 1961: Twilight Zone (The Twilight Zone, Fernsehserie, Folge 2x12)
- 1962: Bonanza (Fernsehserie, Folge 3x32 Die lange Nacht)
- 1963: Das große Abenteuer (The Great Adventure, Fernsehserie, Folge 1x05)
- 1967: FBI (The F.B.I., Fernsehserie, Folge 2x18)
- 1969: Der Chef (Ironside, Fernsehserie, Folge 2x25)
- 1969: Die Letzten vom Red River (The Good Guys and the Bad Guys)
- 1974: Virginia Hill (Fernsehfilm)
- 1975: Die falsche Schwester (Peeper)